# Louis-Auguste Blanqui
Louis Auguste Blanqui (født 8. februar 1805 i Puget-Théniers, Alpes-Maritimes, Frankrig, død 1. januar 1881 i Paris) var en fransk revolutionær politisk aktivist og forfatter, der blev kendt for udviklingen af den teoretiske retning blanquisme. 
Hans kompromisløse form for kommunisme og ukuelige vilje til at gennemføre den med vold bevirkede at han havnede i konflikt med alle regeringer i løbet af sin levetid. Han tilbragte halvdelen af livet i fængsel. Politisk var han stærkt påvirket af Gracchus Babeuf, der efter revolutionen i 1789 agiterede for en voldsom samfundsomvæltning. Selv deltog han i julimonarkiet i 1830 og holdt under Ludvig-Filip af Frankrig fast ved de revolutionære doktriner, hvilket betød at han blev fængslet. Han blev løsladt under Februarrevolutionen 1848 og genoptog straks sine angreb på samfundets institutioner. Allerede året efter blev han idømt ti åres fængsel. Han blev senere valgt til Pariserkommunens styre, men kunne ikke indtage embedet, da han sad i fængsel. Han blev senere dømt til deportation, men fik dommen omstødt grundet sit dårlige helbred. I 1879 blev han valgt til byrådet i Bordeaux, og selv om valget blev kendt ugyldigt, blev han løsladt fra fængslet.
Ud over hans mange journalistiske arbejder udgav Blanqui et astronomisk værk med titlen L'Éternité par les astres i 1872. Efter hans død blev hans essays om økonomi og samfund samlet i Critique sociale, der blev udgivet 1885.
Blanqui døde af et slagtilfælde efter en tale ved et revolutionært møde. Han er begravet i afsnit 91 på Cimetière du Père-Lachaise.